# Duitse herder
De Duitse herder is een herdershond die van oorsprong uit Duitsland komt. Het is een gebruikshond voor diverse doeleinden, maar ook geschikt als gezinshond.

## Uiterlijk
De Duitse herder is doorgaans middelgroot, licht gestrekt en krachtig.
Belangrijke verhoudingen in maat: de schofthoogte is volgens de rasstandaard tussen de 60 en 65 cm voor reuen, bij een teef is dit tussen de 55 en 60 cm. In de praktijk zijn er, voornamelijk in de showlijn, veel Duitse herders groter dan de rasstandaard voorschrijft. Reuen worden veelal gemeten tussen de 60 en 70 cm schofthoogte, en teven tussen de 55 en 63 cm schofthoogte. De romplengte overtreft de maat van de schofthoogte met ongeveer 10 tot 17%. Een reu weegt gemiddeld 30 tot 40 kg en een teef 22 tot 32 kg. De vachtkleur is overwegend zwart en (licht)bruin of (wolfs)grauw. Er zijn ook compleet zwarte Duitse herdershonden.
Qua uiterlijk is er een groot verschil tussen de zogenaamde 'showlijnen' (kynologische lijn) en de meer oorspronkelijke 'werklijnen' (africhtingslijn). De showlijnen zijn bijna altijd zwart-rood met een aflopende rug, ze zijn ook groter en zwaarder. De werklijnen zijn meestal wat compacter en zijn in veel gevallen grauw of zwart van kleur.

## Aard
De Duitse herdershond moet in zijn karakterbeeld evenwichtig, niet nerveus, zelfverzekerd, absoluut onbevangen en (zonder prikkeltoestand) volkomen goedaardig zijn. Daarbij is hij opmerkzaam en handelbaar. Hij moet moed, strijddrift en hardheid bezitten om als geleide-, waak-, verdedigings-, dienst-, en herdershond geschikt te zijn. Hij is echter wel dominant en moet daarom goed getraind worden. De hond is trouw aan zijn baas en kan meestal goed omgaan met kinderen.

## Training
De Duitse herder wordt vaak gebruikt als blindengeleidehond, speurhond, waakhond en politiehond. Zij hebben behoefte aan uitdaging en in die behoefte wordt voorzien bij het vervullen van dergelijke rollen. Omdat de Duitse herders zo goed kunnen leren en gehoorzaam zijn, zijn ze ook voor de trainer tijdens de training een plezier om mee te werken.
De Duitse herder kan, mits hij gesocialiseerd is, prima overweg met soortgenoten, andere dieren en kinderen. Hij is trouw en heeft niet de neiging om weg te lopen. Een Duitse herder was de eerste hond die blindegeleidenhond werd. Ze heette Buddy en werd door een Zwitserse vrouw opgeleid met een hondentrainer.

## Beweging

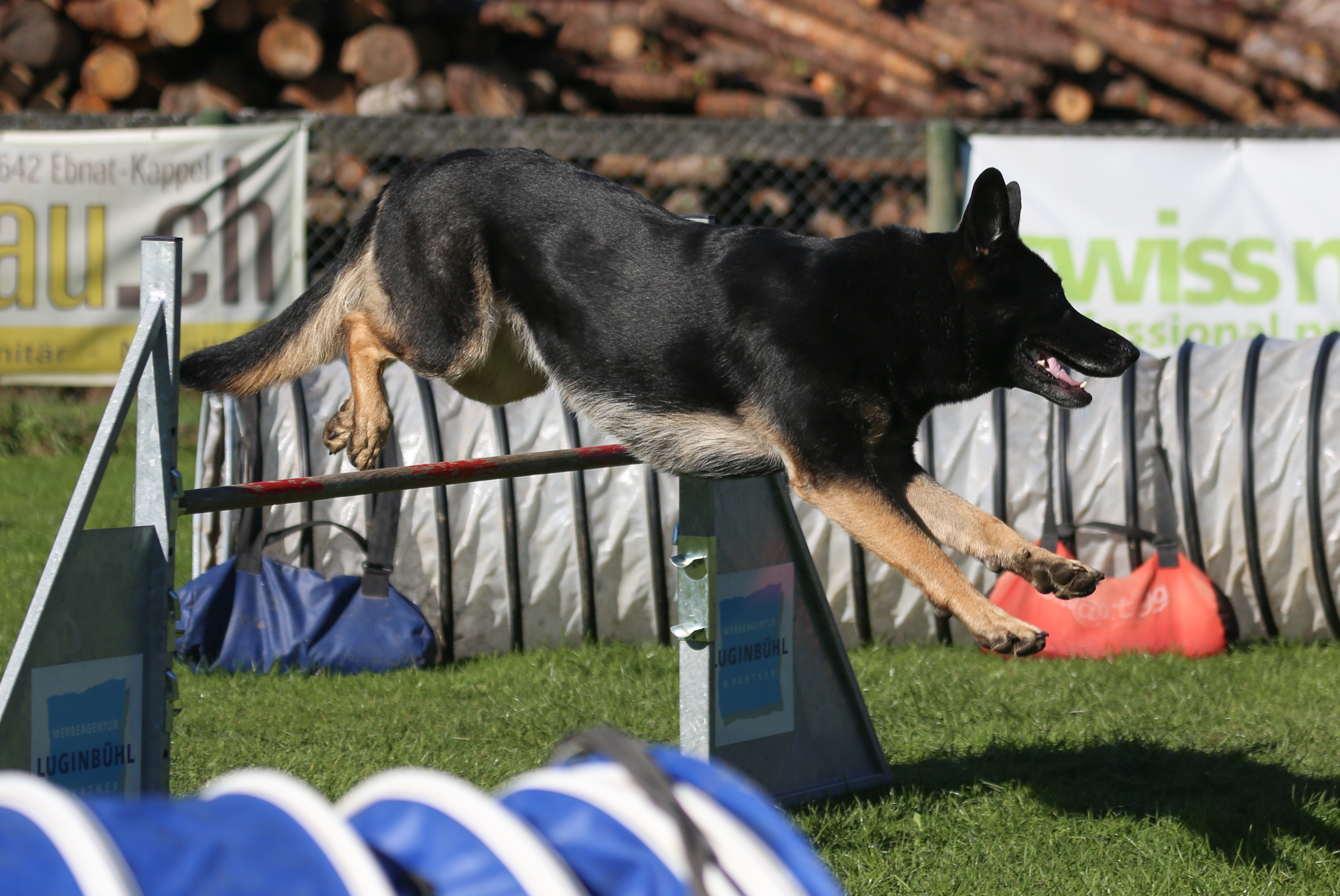
Springende zwarte Duitse herder

De hond heeft veel beweging nodig. Zo'n drie keer per dag uitlaten is genoeg, maar het kan ook vaker. Net als bijna alle andere door mensen gehouden dieren mogen ze tijdens de groei niet overbelast worden door te zware werkzaamheden. Duitse herders zijn doorgaans dol op spelen.

## Erfelijke ziekten
In dit hondenras komt vaak de erfelijke ziekte heupdysplasie voor. Dit komt omdat de honden op een ongezonde manier worden gefokt. De achterkant hangt laag waardoor ze als het ware altijd krom lopen. Dit veroorzaakt letsels rond de heupkop (caput femoris) en het heupgewricht (acetabulum). Hierdoor gaan deze honden al op jonge leeftijd manken, waardoor dierenartsen ontstekingsremmers moeten voorschrijven. In een poging deze erfelijke ziekte weg te selecteren, worden röntgenfoto's gemaakt van de heupgewrichten van die dieren die als fokdier ingeschreven worden in een stamboek. De landelijke rasvereniging kent dan ook de fokgeschiktheidskeuring; dit is het belangrijkste evenement binnen de V.D.H. (Vereniging van Fokkers en Liefhebbers van Duitse Herdershonden).
Hier worden de honden, door speciaal opgeleide keurmeesters, beoordeeld op onder meer karakter, exterieur, onbevangenheid etc. Alvorens men de hond op een fokgeschiktheidskeuring voor kan brengen moet deze aan een aantal toelatingseisen voldoen. Het is de taak van de rasvereniging zorgvuldig te waken tegen alle overdrijvingen in de fokkerij, africhting en het omgaan met Duitse herdershonden als het gaat om het gedrag en de aard en het karakter van deze dieren. Alle keurmeesters die met dit ras te maken hebben, hebben een verantwoordelijkheid;
a. naar het ras
b. naar de vereniging en leden
c. naar de maatschappij.
Dit geldt in grotere mate voor de verenigingen zelf. Een speciale verantwoordelijkheid hebben ook de fokkers. In alle gevallen waarin het beeld dat de Duitse herdershond een volkomen goedaardige, absoluut onbevangen, handelbare en opmerkzame hond is geweld wordt aangedaan dient ingegrepen te worden. Hierbij dienen alle verantwoordelijken: verenigingen, keurmeesters, fokkers, instructeurs en helpers, africhters en eigenaren zich bewust te zijn van de zorgvuldigheid die hen in het maatschappelijke verkeer betaamt.
Zo moet de hond met goed gevolg geröntgend zijn, een uithoudingsvermogen diploma bezitten, een africhtingskenteken hebben (bijvoorbeeld IPO 1) en in het bezit zijn van minimaal de exterieur kwalificatie goed.
Voldoet de hond aan deze eisen dan kan de keurmeester de hond in keurklasse l (aanbevolen voor de fok) of keurklasse II (geschikt voor de fok) plaatsen. Ook kan de keurmeester de hond ongeschikt vinden.

## Galerij

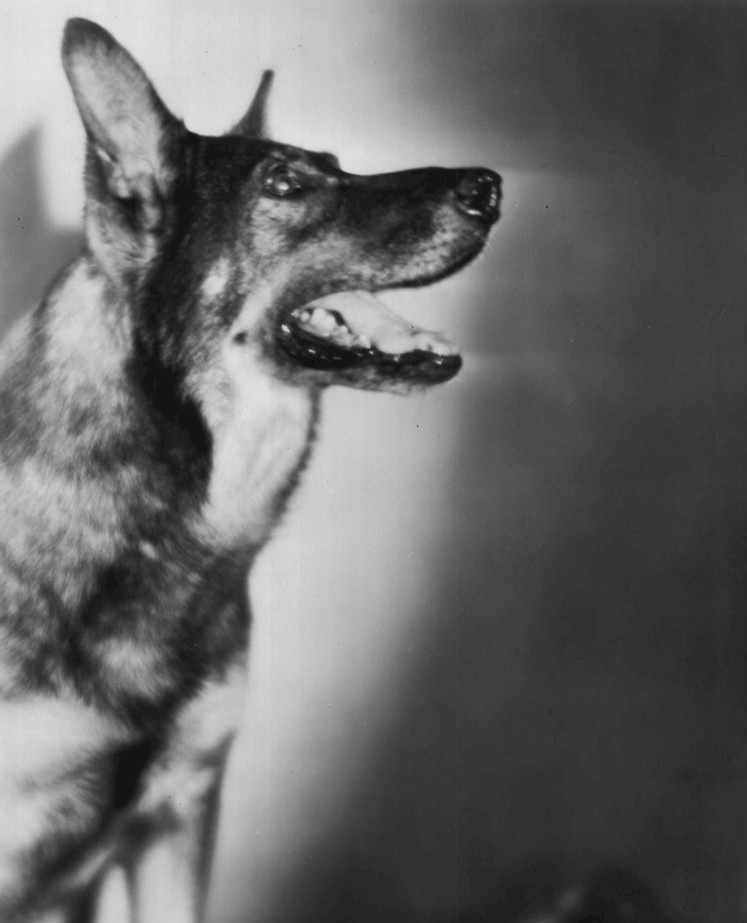
Duitse herder Rin Tin Tin (1929)
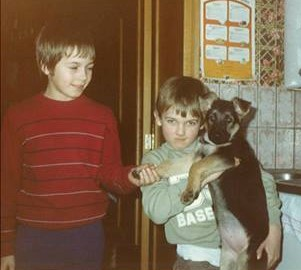
Kinderen met jonge herdershond
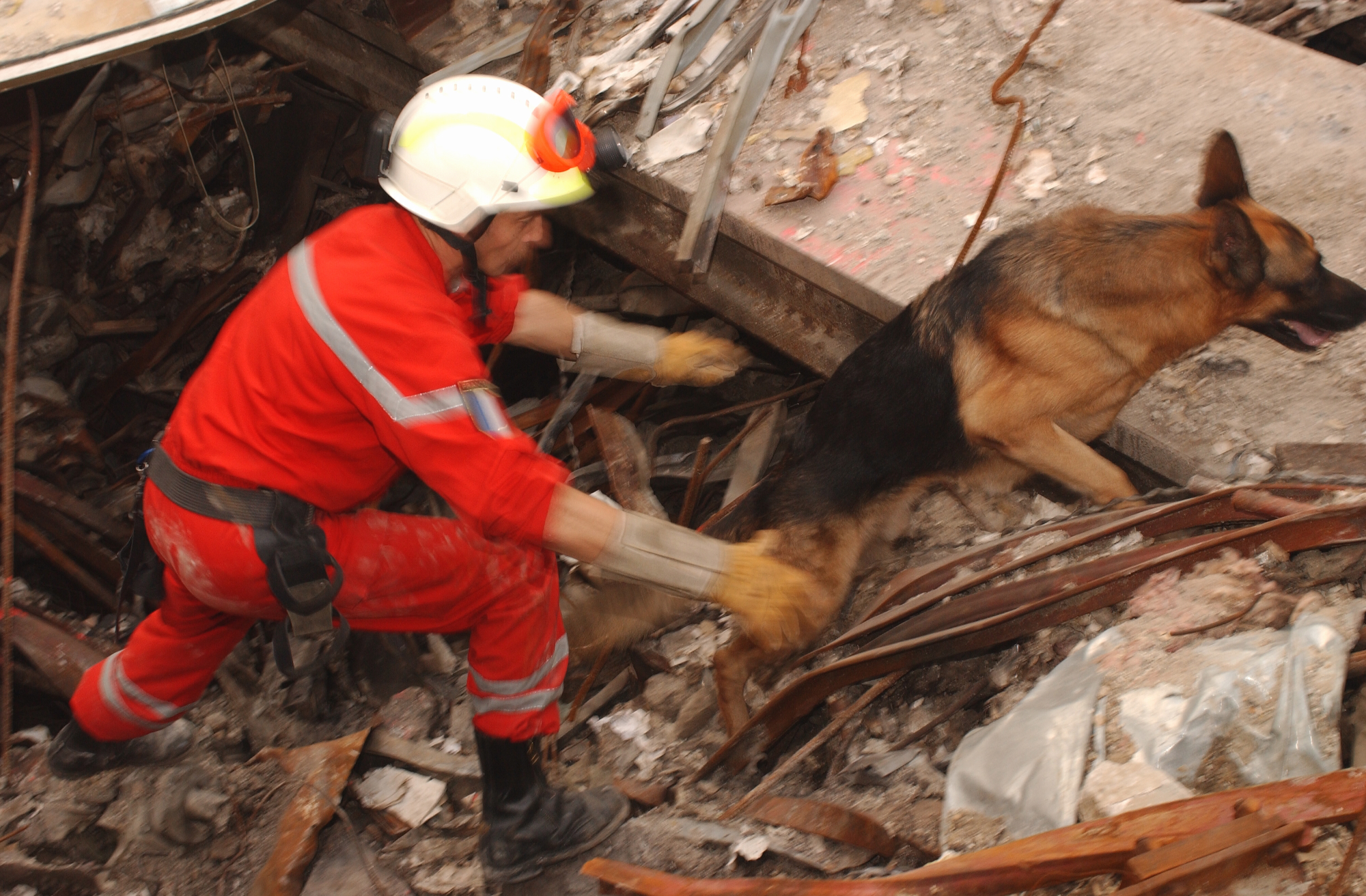
Herder bij zoektocht na de aanslagen op 11 september 2001
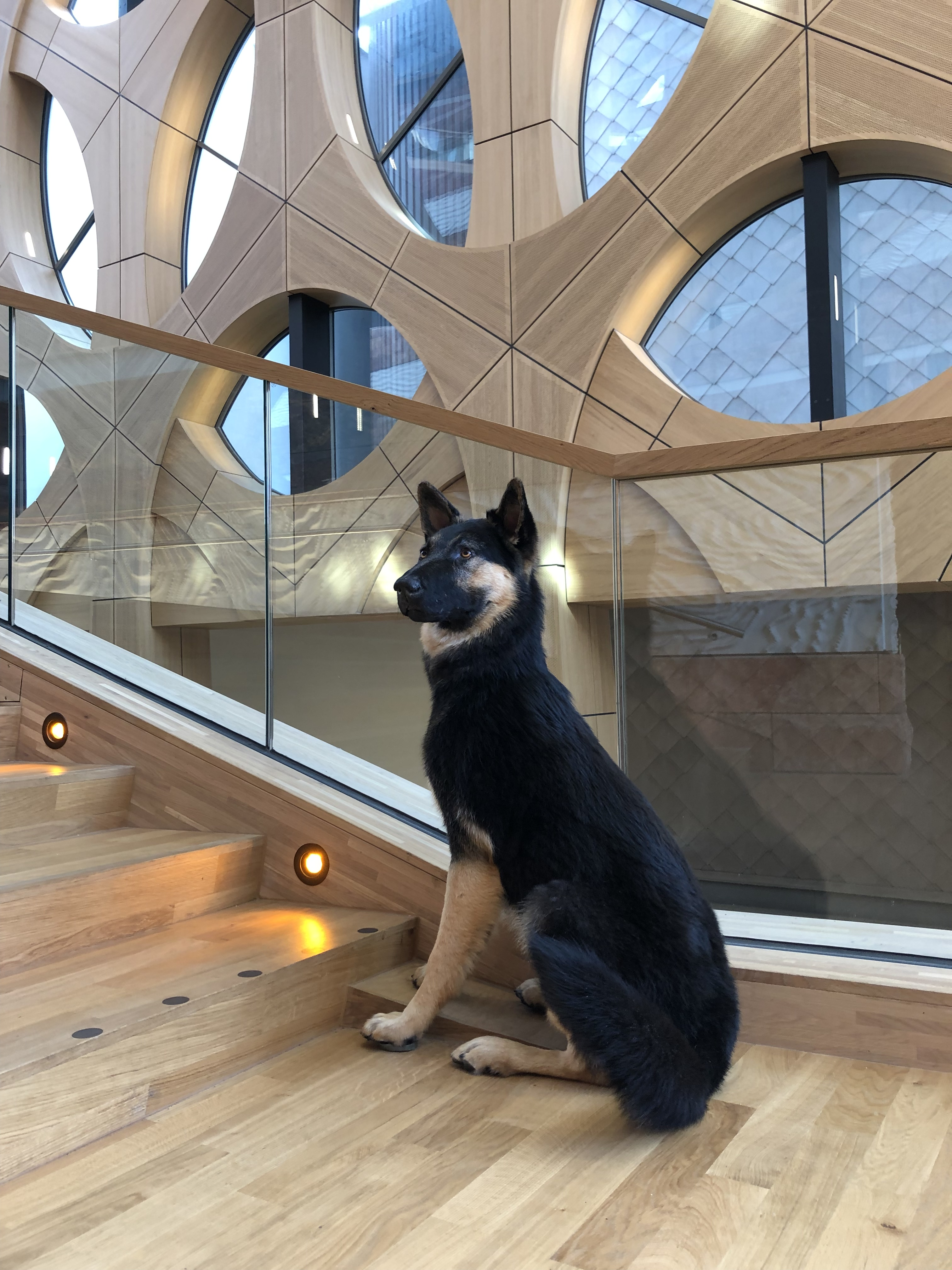
Opgezette zwarte Duitse herder op de trap van Museum Naturalis, Leiden, 2019